# 少年サトル
少年サトル（しょうねんさとる）はフジテレビ系列で、1997年10月17日から1998年3月まで毎週金曜日深夜に放送されていたバラエティ番組である。その後、1998年4月-9月まで名前だけリニューアルされ始まった超人サトル（ちょうじんさとる）についても、触れていく。

## 出演者
- ふかわりょう
- つぶやきシロー
- ココリコ（田中直樹、遠藤章造）

## 放送時間
- 毎週金曜日　深夜25:45 - 26:10（少年）
- 毎週月曜日　深夜24:30 - 25:00（超人）

## 概要
元々は前身番組として1997年1月1日未明に放送されたコント特番『ロケットパンチ』に始まる。出演者はココリコ、ふかわりょう、モリマンにロンドンブーツ1号2号。『がんばれ!ロボコン』のパロディ「がんばれ!ロボタン」でロボタン役の亮が体を張った課題に挑戦し、裏でココリコと淳、ふかわが茶々を入れるといったコントや、ふかわがキャスターになり嘘のニュース（きんさんぎんさんの他にもう1人の姉妹のどうさんがいて、3人でアイドルになった等）コントが中心だった。
これが好評だったが、ロンブーとモリマンの2組がメインの冠番組を他局（1997年4月〜9月までTBSで放送された『マンブー!』）に設けて別の路線で売り出すことで外れ、ふかわとココリコに当時ブレイク中だったつぶやきが加えられ少年サトルが始まった。
前半はゲストを設けて4人が質問をぶつけるトークコーナーと、レギュラー4人がそれぞれスキルアップとして課題を作り挑むというコーナーが組まれた。ここで遠藤はフィジー語の取得。そこで成果を試すため10問のテストに挑む、つぶやきがモテるためにバク転、田中は日焼けサロンに通って全身の日焼け、ふかわはサーカスの火の輪潜り（危険なため、火を点けない輪潜りに変更）に挑戦した。課題のコーナーは成果を番組最終回の公開収録で発表。ちなみにこの回前半はつぶやき、ふかわ、ココリコの順番で自分達のネタを披露した。
コントはオープニングと番組の合間、エンディングに挟み込む形で放送された。
スタッフは『SMAP×SMAP』を作った班で、ココリコは後にこのスタッフと『ココリコミラクルタイプ』を製作した。

## スタッフ
- プロデューサー：荒井昭博
- 制作：フジテレビ編成局第二制作部
- 制作著作：フジテレビ

| フジテレビ 金曜25:45 - 26:10枠  | フジテレビ 金曜25:45 - 26:10枠       | フジテレビ 金曜25:45 - 26:10枠                                                             |
| 前番組                          | 番組名                               | 次番組                                                                                     |
| ------------------------------- | ------------------------------------ | ------------------------------------------------------------------------------------------ |
| KOMU@COM （25:00 - 26:15）      | 少年サトル （1997年10月～1998年3月） | FiveTV （25:45 - 25:55）P-STOCK （25:55 - 26:25）                                          |
| フジテレビ 月曜24:30 - 25:00枠  |                                      |                                                                                            |
| ふぞろいの大人たち 〜一点豪華〜 | 超人サトル （1998年4月～9月）        | テクノマエストロ （月〜木24:30 - 24:40） ※10分繰下げこれがキャイ〜ンだ!? （24:40 - 25:10） |